# Rüfenach
Rüfenach is een gemeente en plaats in het Zwitserse kanton Aargau en maakt deel uit van het district Brugg.
Rüfenach telt 869 inwoners.